# Flygvapnets tekniska skola (Finland)
Flygvapnets tekniska skola (finska: Ilmavoimien Teknillinen Koulu) var ett finländskt skolförband inom Finlands försvarsmakt. Förbandet var förlagt till Halli i Jämsä i Mellersta Finland.

## Historik
På grund av den omorganisation som Försvarsmakten gjorde under åren 2012 och 2015, kom Flygvapnets tekniska skola att avvecklas. Skolan utgick från och med den 1 januari 2015, då den nya organisationsstrukturen i Försvarsmakten trädde i kraft.

## Verksamhet
Flygvapnets tekniska skola var Flygvapnets tekniska skola, vars främsta uppgift var att utbildning inom flygteknik för värnpliktiga samt övrig personal inom flygvapnet. Skolan låg i byn Halli utanför Jämsä samt hade en militär flygplats i sin omedelbar närhet. Totalt gjorde cirka 400 soldater värnplikten årligen vid skolan.